# Trois romances pour hautbois et piano
Pour les articles homonymes, voir Trois Romances pour piano.

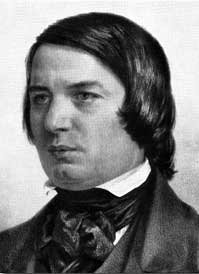
Portrait de Robert Schumann

Les Trois romances pour hautbois et piano, opus 94, constitue la centième œuvre de Robert Schumann, et sont le cadeau de Noël 1849 que le compositeur offre à son épouse Clara. Elles ont été composées les 7, 11 et 12 décembre 1849 à Dresde. 
La première a lieu en janvier et février 1863 à Leipzig avec le hautboïste danois Emilius Lund et le pianiste Carl Reinecke. 
Robert Schumann les a pensées pour instrument à vent, mais pendant sa vie, il les a écoutées au violon, ce qui fait qu’elles sont parfois interprétées au violon et piano.
Le manuscrit a été perdu. Les éditions Simrock ont publié des arrangements pour clarinette et pour violon en 1851. 
Ces pièces ont été arrangées pour être jouées avec d’autres instruments, duo piano et cor ou bien piano et violoncelle.

## Enregistrements
- Schumann, Reinecke, Debussy, Berg, Corigliano avec Mathias Kjøller (clarinette), Simon Crawford-Phillips (piano), Cloë Hanslip (violon), Callino Quartet, (Orchid Classics, ORC100077, 2018)[1]